# America francofona

America francofona

Con il termine America francofona ci si riferisce all'insieme dei territori nordamericani, caraibici e sudamericani la cui popolazione ha il francese come lingua madre o come seconda lingua corrente.
Sebbene l'espressione "America Latina" sia ormai utilizzata correntemente, privilegiando una serie di considerazioni esulanti da criteri linguistici, come sinonimo di "Iberoamerica", essa era stata coniata dagli storici proprio per designare tutte le aree delle Americhe che erano state colonizzate da nazioni latine e di conseguenza abitate da popolazioni di lingua spagnola, portoghese o francese: se si considera questa accezione, fanno parte dell'America latina non solo la Guyana francese e le Antille francesi, ma anche il Québec, che ne costituirebbe dunque l'estremità settentrionale.
Secondo i dati del Ministero francese degli Esteri vi sono nelle Americhe almeno 14 milioni di francofoni, cifra che posiziona il francese come quarta lingua più parlata del continente dietro lo spagnolo, l'inglese e il portoghese e davanti al quechua, l'aymara e l'olandese.

## Territori costituenti l'America francofona
Fanno parte dell'America francofona:
- il Canada francofono, principalmente Québec e Nuovo Brunswick, ma anche parti di Ontario e nel Maine settentrionale
- la collettività francese d'oltremare di Saint-Pierre e Miquelon
- lo Stato degli Stati Uniti della Louisiana, dove una minoranza della popolazione (il 4,8%), discendente dai coloni della Nuova Francia, ha il francese come lingua materna e dove tale lingua gode dello stato di ufficialità accanto all'inglese.
- le Antille francesi, che comprendono lo Stato indipendente di Haiti e i due dipartimenti francesi d'oltremare della Guadalupa e della Martinica. Sono generalmente considerate come facenti parte dei Caraibi francesi anche la Dominica e Saint Lucia, che si trovano geograficamente vicine alla Guadalupa e alla Martinica e i cui abitanti, nonostante la lingua ufficiale delle due nazioni sia l'inglese, parlano nella vita quotidiana un creolo a base francese (patois), retaggio della precedente colonizzazione da parte della Francia e ragione per cui questi due stati hanno deciso di diventare membri della Francofonia. Ma anche ne la collettivitàtis franceses d'oltremare di Saint Martin e Saint Barthélemy.
- il dipartimento francese d'oltremare della Guyana francese

## Le varietà di francese nelle Americhe
Il francese parlato nelle Americhe presenta diverse varietà locali, caratterizzate da proprie peculiarità e differenze col francese europeo più o meno accentuate:
- il francese canadese: termine generale con cui si designano collettivamente il francese del Québec, il francese acadiano e il francese di Terranova.
- il francese cajun o francese della Louisiana, parlato, appunto, dai francofoni louisianesi
- il francese delle isole (français des iles), termine con cui ci si riferisce al francese parlato nei Caraibi (ma anche in Guyana): si tratta sostanzialmente di un "francese di Francia" colorito però da parole ed espressioni idiomatiche locali e da un accento e pronuncia caratteristiche.